# Thomas Amper
Thomas „Tommy“ Amper (* 10. Juni 1962 in München) ist ein deutscher Komponist, Musikarrangeur, Musikproduzent, Sänger, Geschäftsführer, Synchronsprecher und Unternehmer.

## Leben
Er ist einer der Söhne des Komponisten Quirin Amper Jr. und der Sängerin Helga Reichel. Amper ist unter anderem für die deutsche Filmmusik vieler Disney-Filme bekannt. Seine erste Erfahrung im Musikgeschäft machte Amper, als er 1972 seine erste LP aufnahm und später für die Fernsehserie Pan Tau einige Lieder sang. Trotzdem und trotz einiger nachfolgender Projekte machte er zuerst eine Ausbildung zum Einzelhandelskaufmann, bevor er endgültig beschloss, hauptberuflich in der Musik zu arbeiten. Dazu machte er 1980 bis 1982 eine Ausbildung an der Münchner Berufsschule für Musiker, anschließend arbeitete er als Komponist, Arrangeur und Chorsänger. Dabei arbeitete er mit bekannten Größen wie Giorgio Moroder, Juliane Werding, Jürgen Drews oder der Spider Murphy Gang zusammen, bevor er 1990 für die Eishockey-Weltmeisterschaft den offiziellen Song Victory komponierte und sang. Von 1995 bis 1998 stand er bei den Tourneen von Lisa Fitz und Nicki als Musiker und Sänger auf der Bühne.
Amper arbeitete an der deutschen Synchronisation einiger Kinofilme mit und betreute unter anderem die der Serien Hercules und Xena und aktuell South Park. Von 2007 bis 2015 war er der musikalische Leiter der Serie Phineas und Ferb und sang eine Vielzahl der Lieder dort selbst. Sein Bruder ist der Regisseur Robert Amper.

## Synchronrollen (Auswahl)
Billy Burke
- 2008: Twilight – Biss zum Morgengrauen als Chief Charlie Swan
- 2009: New Moon – Biss zur Mittagsstunde als Chief Charlie Swan
- 2012: Breaking Dawn – Biss zum Ende der Nacht, Teil 2 als Chief Charlie Swan
- 2012–2017: Rizzoli & Isles als Special Agent Gabriel Dean

Patrick Warburton
- 2000: Ein Königreich für ein Lama als Kronk
- 2005: Ein Königreich für ein Lama 2 – Kronks großes Abenteuer als Kronk
- 2006–2008: Kuzco’s Königsklasse als Kronk

Billy Ray Cyrus
- 2006–2011: Hannah Montana als Robby Ray Stewart
- 2009: Hannah Montana – Der Film als Robby Ray Stewart
- 2010: Spy Daddy als Colton James

Robert Goulet
- 1997–2001: Disneys Große Pause als Mikey Blumberg (Gesang)
- 2001: Disneys Große Pause: Die geheime Mission als Mikey Blumberg (Gesang)

Bill Barretta
- 2011: Die Muppets als Bobo (Gesang) und als Dr. Goldzahn (Gesang)
- 2016–2017: The Muppets als Dr. Goldzahn

Idris Elba
- 2016: Findet Dorie als Smutje
- 2019: Cats als Macavity

### Filme
- 2000: Arielle, die Meerjungfrau 2 – Sehnsucht nach dem Meer – Stephen Furst als Top (Gesang)
- 2002: Die Monster AG – Sam Lord Black als George Sanderson
- 2002: Die Monster AG – John Goodman als James P „Sulley“ Sullivan (Gesang)
- 2008: Bedtime Stories – Guy Pearce als Kendall (Gesang)
- 2009: Küss den Frosch – Keith David als Dr. Facilier (Gesang)
- 2010: Beilight – Bis(s) zum Abendbrot – Diedrich Bader als Frank Crane
- 2010: Die Legende der Wächter – Hugo Weaving als Noctus
- 2010: Rapunzel – Neu verföhnt – Jeffrey Tambor als Zinken
- 2011: Phineas und Ferb: Quer durch die 2. Dimension – Dan Povenmire als Candace Flynn (allergische Reaktion)
- 2011: Phineas und Ferb: Quer durch die 2. Dimension – Robbie Wyckoff als Sänger („Alles ist besser mit Perry“ & „Eine neue Realität“)
- 2011: Die Muppets – Jim Parsons als Human Walter (Gesang)
- 2012: Der Hobbit: Eine unerwartete Reise – Richard Armitage als Thorin (Gesang)
- 2015: Die Eiskönigin – Party-Fieber – Chris Williams als Oaken und Paul Briggs als Marshmallow
- 2016: Vaiana – Temuera Morrison als Häuptling Tui (Gesang)
- 2017: Die Schöne und das Biest – Ewan McGregor als Lumiere (Gesang)
- 2020: Jingle Jangle Journey: Abenteuerliche Weihnachten! – Forest Whitaker als Jeronicus Jangle (Gesang)
- 2025: Ein Minecraft Film (A Minecraft Movie) (Gesang)

### Serien
- seit 1999: South Park – Trey Parker als Eric Cartman (Gesang), Leopold „Butters“ Stotch (Gesang) und als Stan Marsh (Gesang)
- seit 1999: South Park – Matt Stone als Kyle Broflovski (Gesang), Kenny McCormick (Gesang)
- 2000: Der Bär im großen blauen Haus – Noel MacNeal als Bär (Gesang)
- 2007–2015: Phineas und Ferb – Danny Jacob als Ferb Fletcher (Gesangsstimme)
- 2015: Game of Thrones – Jerome Flynn als Bronn (Gesang)

## Hörspiele
- 2000–2001: Der Bär im großen blauen Haus – Gesangstimme vom Bär und Pip – The Jim Henson Company Inc.- tonAtelier Liebethal & Szymczyk GmbH, Frankfurt
- 2001: Ein Königreich für ein Lama – Das Original-Hörspiel zum Film, Walt Disney Records